# Коле Мола (Фрозиноне)
Коле Мола је насеље у Италији у округу Фрозиноне, региону Лацио.
Према процени из 2011. у насељу је живело 90 становника. Насеље се налази на надморској висини од 178 м.